# Dmitri Ivanovski
Dmitri Iosifovitsj Ivanovski (Russisch: Дми́трий Ио́сифович Ивано́вский) (Gouvernement Sint-Petersburg, 28 oktober 1864 – Rostov aan de Don, 20 juni 1920) was een Russisch botanicus en bioloog die bekendheid verwierf door zijn beschrijving van virussen in 1892. Hij wordt beschouwd als een van de grondleggers van de virologie.

## Levensloop
Ivanovski werd geboren in het dorp Nizy, nabij het huidige Gdov. Hij studeerde aan de Staatsuniversiteit van Sint-Petersburg in 1887, en werd naar Oekraïne en Bessarabië gestuurd om plantziekten te onderzoeken die grote schade veroorzaakte aan plantages die daar destijds gevestigd waren. Drie jaar later kreeg hij de opdracht om onderzoek te doen naar een ziekte van tabaksplanten in de Krim-regio. Hij ontdekte dat de tabaksplantziekte veroorzaakt werd door een uiterst klein besmettelijk agens, dat in staat is om porseleinen Chamberland-filters te doordringen, iets wat onmogelijk was voor bacteriën. Hij beschreef zijn bevindingen in een artikel (1892) en een proefschrift (1902). Daarna werkte hij aan de Universiteit van Warschau.
In 1898 herhaalde de Nederlandse microbioloog Martinus Beijerinck de experimenten van Ivanovski (onafhankelijk) en raakte ervan overtuigd dat de gefilterde oplossing een nieuwe vorm van ziekteverwekker bevatte, die hij virus noemde. Later erkende Beijerinck Ivanovski's eerdere ontdekking.